# ظرفیت شیمیایی
ظرفیت (به انگلیسی: Valence) این نام از واژه والنتیا در زبان لاتین به معنای قدرت گرفته شده است. والنتیا عددی است که مشخص می‌کند یک نوع اتم حداکثر می‌تواند با چند اتم دیگر پیوند برقرار کند.البته این مفهوم فقط درمورد یک اتم صدق نمی‌کند بلکه می‌تواند برای یک ترکیب شیمیایی باشد یعنی برای ترکیب های دوتایی یا چندتایی هم صدق میکند بنابراین ظرفیت یعنی قسمتی از ترکیب که می تواند واکنش بدهد و با اتمی تک ظرفیتی جابجا شود. در مورد یک اتم به حداکثر انواع اتم که پیوند برقرار کرده‌اند، گفته می‌شود.

## تعریفانجمن بین‌المللی شیمی محض و کاربردی
بیشترین تعداد اتم‌های تک‌ظرفیتی (هیدروژن یا کلر) با یک اتم از عنصر مورد نظر، یا با یک بخش از یک مولکول ترکیب شود یا جانشین آن گردد.

## تعریف نوین
تعداد اتم‌های هیدروژنی که با یک عنصر در یک هیدرید دوتایی ترکیب شوند یا تعداد اتم‌های اکسیژن که بتوانند با یک عنصر در اکسید خود ترکیب گردند.
به طور نمونه ظرفیت اتم‌ها در ترکیبات زیر نشان داده شده است:
| ترکیب    | هیدروژن    | متان                | پروپان              | استیلن              | آمونیاک               | سدیم سیانید                  | سولفید هیدروژن      | سولفوریک اسید                | دی‌کلرین هپتواکسید   |
| ساختار   |            |                     |                     |                     |                       |                              |                     |                              |                     |
| ظرفیت ها | Hydrogen 1 | Carbon 4 Hydrogen 1 | Carbon 4 Hydrogen 1 | Carbon 4 Hydrogen 1 | Nitrogen 3 Hydrogen 1 | Sodium 1 Carbon 4 Nitrogen 3 | Sulfur 2 Hydrogen 1 | Sulfur 6 Oxygen 2 Hydrogen 1 | Chlorine 7 Oxygen 2 |